# Tagudin
Tagudin is een gemeente in de Filipijnse provincie Ilocos Sur op het eiland Luzon. Bij de laatste census in 2010 telde de gemeente ruim 38 duizend inwoners.

## Geografie

### Bestuurlijke indeling
Tagudin is onderverdeeld in de volgende 43 barangays:
| - Ag-aguman - Ambalayat - Baracbac - Bario-an - Baritao - Becques - Bimmanga - Bio - Bitalag - Borono - Bucao East - Bucao West - Cabaroan - Cabugbugan - Cabulanglangan | - Dacutan - Dardarat - Del Pilar - Farola - Gabur - Garitan - Jardin - Lacong - Lantag - Las-ud - Libtong - Lubnac - Magsaysay - Malacañang | - Pacac - Pallogan - Pudoc East - Pudoc West - Pula - Quirino - Ranget - Rizal - Salvacion - San Miguel - Sawat - Tallaoen - Tampugo - Tarangotong |

## Demografie
Tagudin had bij de census van 2010 een inwoneraantal van 38.122 mensen. Dit waren 2.331 mensen (6,5%) meer dan bij de vorige census van 2007. Ten opzichte van de census van 2000 was het aantal inwoners gegroeid met 3.695 mensen (10,7%). De gemiddelde jaarlijkse groei in die periode kwam daarmee uit op 1,02%, hetgeen lager was dan het landelijk jaarlijks gemiddelde over deze periode (1,90%).

De bevolkingsdichtheid van Tagudin was ten tijde van de laatste census, met 38.122 inwoners op 151,19 km², 252,1 mensen per km².